# Casa Català (Tortosa)
La Casa Català, o Casa Franquet, és un edifici del municipi de Tortosa (Baix Ebre) inclòs a l'Inventari del Patrimoni Arquitectònic de Catalunya.

## Descripció
L'edifici, de planta baixa i tres pisos, ocupa un solar cantoner en ple eixample. En el seu origen era una residència particular amb jardí davanter, cosa que explica la configuració actual. La construcció original, en forma de L, es desenvolupa en dues ales, seguint les mitgeres dels edificis veïns, i presenta dues torres cilíndriques centrals, bessones, amb balcons correguts entre elles. Els buits formen arcs de mig punt o rebaixats, amb frontons ornats sobre els del primer pis. El parament, arrebossat, representa encoixinats i carreuades amb un fris esgrafiat a la segona planta, sota la cornisa de l'acabament original. En l'actualitat presenta dos terrats, sobre la planta baixa i sobre el tercer pis, amb baranes de ferro.

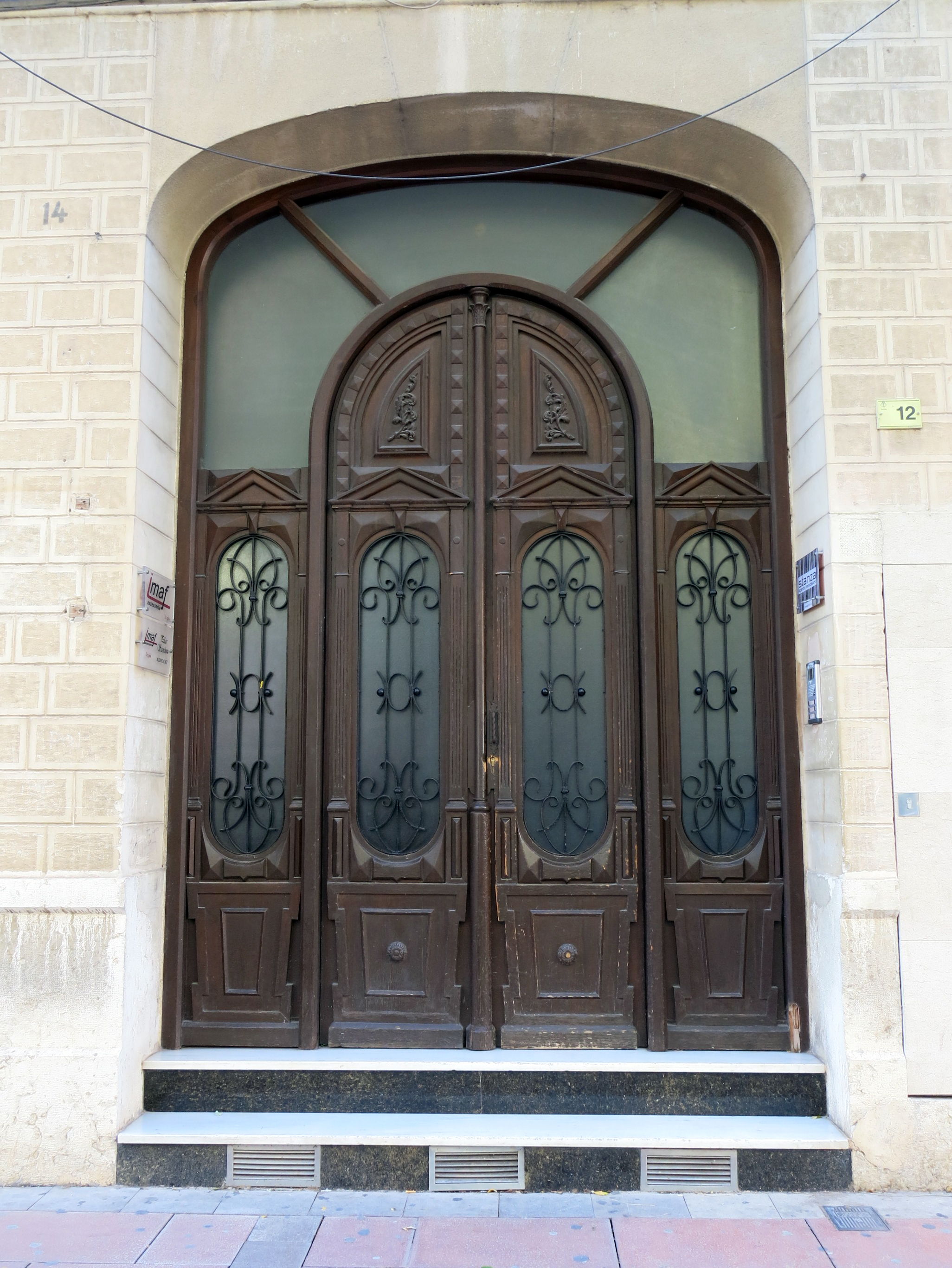
Detall del portal del carrer de Cervantes

## Història
Va pertànyer als Franquet, una família molt rica de la ciutat, els quals van construir el passatge Franquet i un pont de ferro sobre el riu que era de peatge. L'aspecte actual està desfigurat: les torres eren originàriament un pis i eren més altes que l'edifici posterior, acabaven en coberta cònica i tenien un jardí davanter. Durant la postguerra va allotjar una caserna de la Guàrdia Civil. El projecte original es va fer a nom de D. Máximo Fernández de Robles.